# Kamelkapplöpning

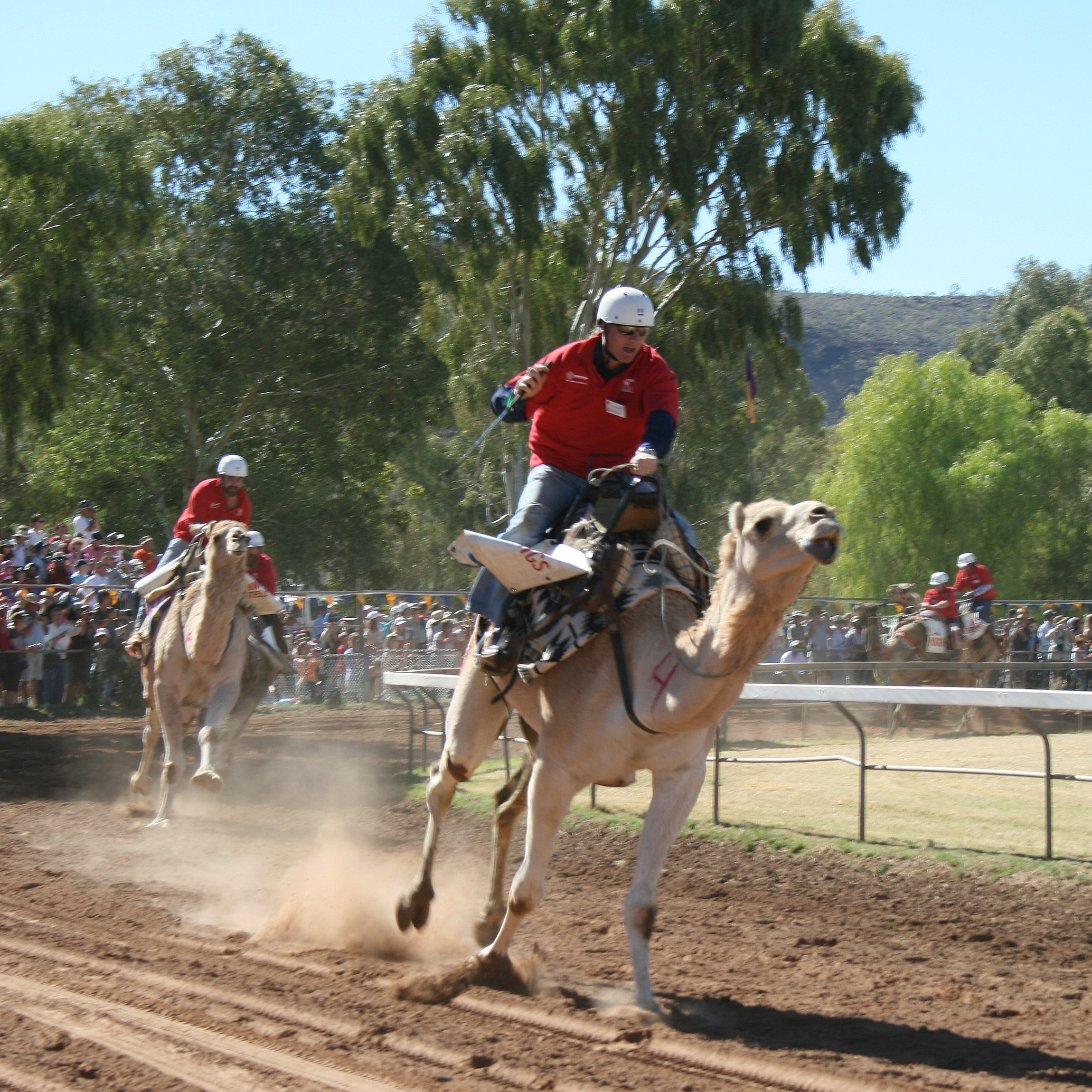
Kamelrace i Alice Springs, Australien.

Kamelkapplöpning är en sport där dromedarer tävlar mot varandra. Jockeyerna har i vissa länder varit små pojkar, men de har efter hand ersatts av robotar.